# Staten van Sint Maarten
Staten van Sint Maarten vormt het unicamerale parlement van het autonome land Sint Maarten, deel van het Koninkrijk der Nederlanden. Hij bestaat uit vijftien leden die periodiek voor een termijn van vier jaar worden gekozen.
De laatste Statenverkiezingen waren op 9 januari 2020. Dit waren vervroegde verkiezingen, die het gevolg waren van de val van het kabinet-Marlin-Romeo II. De ontbinding van de huidige legislatuur is bepaald op 10 februari 2020.  De eerstvolgende reguliere verkiezingen zullen plaatsvinden in 2024.
Tot 10 oktober 2010 had Sint Maarten een eilandsraad (vergelijkbaar met gemeenteraad) en had het elf zetels in de Staten van de Nederlandse Antillen.
Het motto van de Staten van Sint Maarten luidt Coram Populo ( De aanwezigheid van het Volk - Openly in Presence of the People).

## Huidige samenstelling

### National Alliance
| Naam                   | Geboortedatum- en plaats        | Geslacht | Leeftijd |
| ---------------------- | ------------------------------- | -------- | -------- |
| William V. Marlin      | 21 oktober 1950, Curaçao        | man      | 71       |
| Angelique J.G. Romou   | 14 oktober 1974, Sint Maarten   | vrouw    | 47       |
| Hyacinth L. Richardson | 12 augustus 1962, Sint Maarten  | man      | 59       |
| George C. Pantophlet   | 10 juli 1953, Aruba             | man      | 68       |
| Solange L. Duncan      | 13 september 1982, Sint Maarten | vrouw    | 39       |

### United People's Party
| Naam                   | Geboortedatum- en plaats      | Geslacht | Leeftijd |
| ---------------------- | ----------------------------- | -------- | -------- |
| Rolando Brison         | 27 januari 1985, Sint Maarten | man      | 37       |
| Ludmila de Weever      | 23 mei 1980, Sint Maarten     | vrouw    | 42       |
| Grisha Heyliger-Marten | 28 juli 1976, Sint Maarten    | vrouw    | 45       |
| Sidharth M. Bijlani    | 6 februari 1966, India        | man      | 56       |

### Party for Progress
| Naam                | Geboortedatum- en plaats       | Geslacht | Leeftijd |
| ------------------- | ------------------------------ | -------- | -------- |
| Melissa D. Gumbs    | 4 september 1983, Sint Maarten | vrouw    | 38       |
| Raeyhon A. Peterson | 28 januari 1991, Nederland     | man      | 31       |

### United Sint Maarten Party
| Naam                | Geboortedatum- en plaats      | Geslacht | Leeftijd |
| ------------------- | ----------------------------- | -------- | -------- |
| Chanel E. Brownbill | 11 januari 1981, Sint Maarten | man      | 41       |

### United Democrats
| Naam                     | Geboortedatum- en plaats   | Geslacht | Leeftijd |
| ------------------------ | -------------------------- | -------- | -------- |
| Sarah A. Wescot-Williams | 8 april 1956, Saint-Martin | vrouw    | 66       |

### Onafhankelijken
| Naam                                                                       | Geboortedatum- en plaats        | Geslacht | Leeftijd |
| -------------------------------------------------------------------------- | ------------------------------- | -------- | -------- |
| Christophe T. EmmanuelAfgesplitst van National Alliance op 4 december 2020 | 9 mei 1976, Saint-Martin        | man      | 46       |
| Akeem E. Arrindell                                                         | 18 september 1989, Sint Maarten | man      | 32       |
| Claudius A. Buncamper                                                      | 3 mei 1963, Sint Maarten        | man      | 59       |

## Historische zetelverdeling en stemmen
| Partij | Partij                                                           | Afk. | Kleur      | Richting      | Ideologie           | 2010  | 2010 | 2014  | 2014 | 2016  | 2016 | 2018  | 2018 | 2020  | 2020 |
| ------ | ---------------------------------------------------------------- | ---- | ---------- | ------------- | ------------------- | ----- | ---- | ----- | ---- | ----- | ---- | ----- | ---- | ----- | ---- |
|        | National Alliance                                                | NA   | wit        | Centrumlinks  | sociaaldemocratisch | 6.273 | 7    | 4.055 | 4    | 3.778 | 5    | 4.139 | 5    | 4.715 | 6    |
|        | United People's Partyvan 2018 tot 2019 als United Democrats (UD) | UP   | groen      | centrumrechts | populisme           | 4.936 | 6    | 6.211 | 7    | 4.130 | 5    | 5.748 | 7    | 3.231 | 4    |
|        | Democratic Party (DP) vanaf 2018 als United Democrats (UD)       | DP   | rood zwart | Centrumlinks  | sociaaldemocratisch | 2.340 | 2    | 2.342 | 2    | 1.813 | 2    | 5.748 | 7    | 1.161 | 1    |
|        | United Sint Maarten Party                                        | USP  | blauw      |               | communitarisme      | -     | -    | 1.647 | 2    | 2.784 | 3    | 1.788 | 2    | 1.762 | 2    |
|        | Party for Progress                                               | PFP  | geel       |               |                     | -     | -    | -     | -    | -     | -    | -     | -    | 1.407 | 2    |
|        | Sint Maarten Christian Party                                     | SMCP | bruin      | centrumrechts | christendemocratie  | -     | -    | -     | -    | -     | -    | 1.181 | 1    | -     | -    |
| totaal | totaal                                                           |      |            |               |                     | 15    | 15   | 15    | 15   | 15    | 15   | 15    | 15   | 15    | 15   |

2010 · 2014 · 2016 · 2018 · 2020 · januari 2024 · augustus 2024